# Retziana-(La)
La retziana-(La) és un mineral de la classe dels fosfats, que pertany al grup de la retziana. Rep el nom per la seva relació amb la retziana-(Ce). El sufix -(La) denota el domini del lantani en la composició. L'arrel del nom és en honor d'Anders Jahan Retzius, naturalista suec i professor de botànica, química i història natural de la Universitat de Lund.

## Característiques
La retziana-(La) és un arsenat de fórmula química (Mn2+,Mg)₂(La,Ce,Nd)(AsO₄)(OH)₄. Cristal·litza en el sistema ortoròmbic. La seva duresa a l'escala de Mohs es troba entre 3 i 4.
Segons la classificació de Nickel-Strunz, la retziana-(La) pertany a «08.B - Fosfats, etc. amb anions addicionals, sense H₂O, amb cations de mida mitjana i gran, (OH, etc.):RO₄ = 4:1» juntament amb els següents minerals: retziana-(Ce), retziana-(Nd), paulkel·lerita, kolitschita i brendelita.
L'exemplar que va servir per a determinar l'espècie, el que es coneix com a material tipus, es troba conservat al Museu Smithsonian, amb el número de referència: 160290

## Formació i jaciments
Va ser descoberta a la mina Sterling, a la localitat d'Ogdensburg, dins el districte Miner de Franklin, al comtat de Sussex (Nova Jersey, Estats Units). També ha estat descrita a la mina Gonzen, a Sargans (Suïssa) i al dipòsit número 3 d'Ushkatyn, a Zhayrem (Kazakhstan). Aquests tres indrets són els únics de tot el planeta on ha estat descrita aquesta espècie mineral.